# レッドブリッジFC
レッドブリッジ・フットボールクラブ（Redbridge Football Club）はイングランド、ロンドン、レッドブリッジ・ロンドン特別区内、レッドブリッジを本拠地とするサッカークラブチームである。2008-2009シーズンはイスミアンリーグ・ディヴィジョン1・ノース（8部相当）に所属。

## 歴史
1959年にフォード・ユナイテッド（Ford United）として創設された。1965年からグレーターロンドンリーグに参加。1970/71シーズンには同リーグで優勝し、クラブ初タイトルを獲得。2004年に現在の名称に変更した。
過去には6部相当のカンファレンス・サウスでの所属経験も持つ。

## タイトル

### 国内タイトル
- グレーターロンドンリーグ:1回

1970-1971
- エセックス・シニアリーグ:2回

1991-1992,1996-1997
- イスミアンリーグ・ディヴィジョン3:1回

1998-1999
- イスミアンリーグ・ディヴィジョン2:1回

2001-2002

### 国際タイトル
- なし

## 過去の成績
- 2004-2005 Conference South 22位 降格
- 2005-2006 Isthmian League Premier 22位 降格
- 2006-2007 Isthmian League Division One North 16位
- 2007-2008 Isthmian League Division One North 3位 プレーオフ敗退